# Peter Gutwein

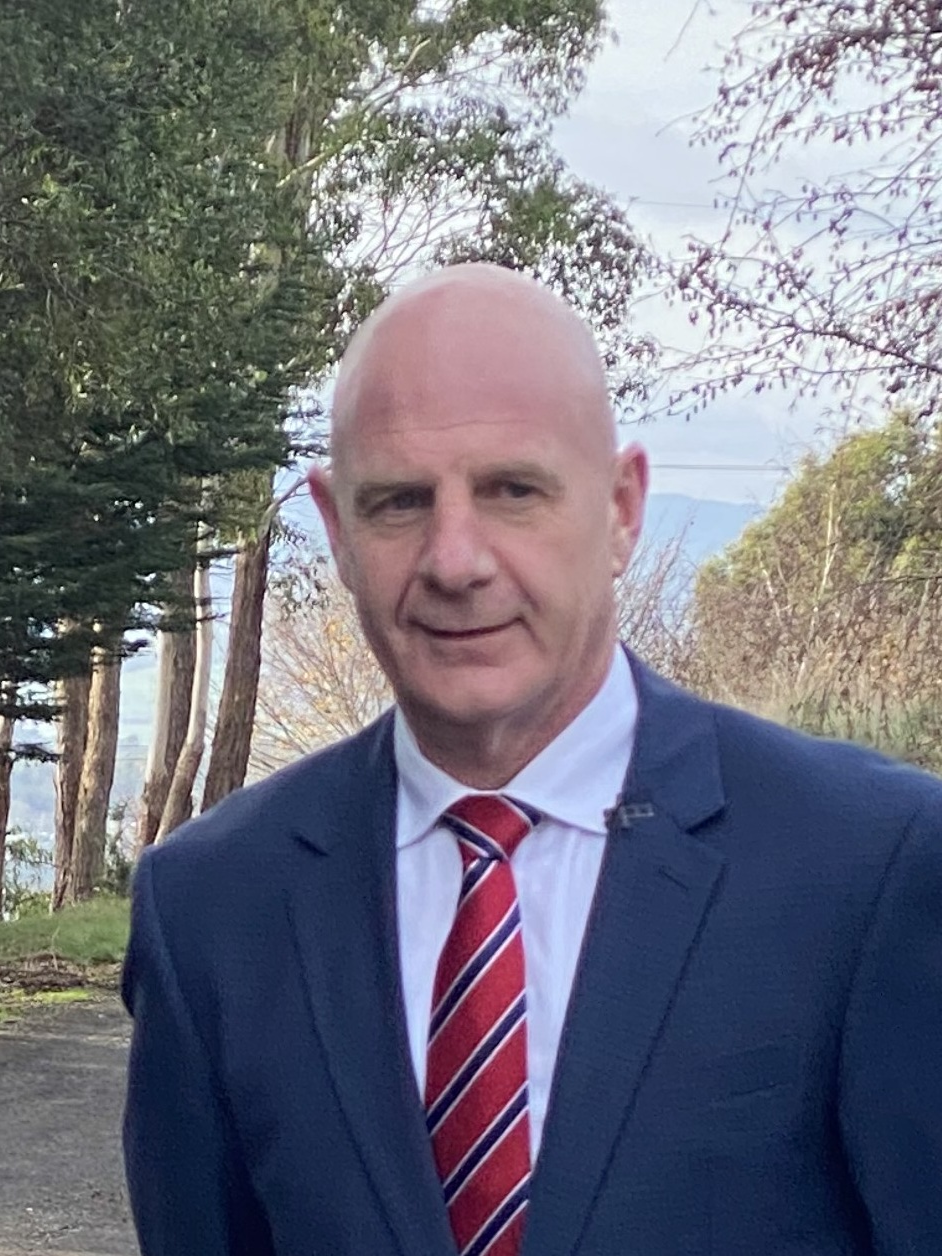
Peter Gutwein (2020)

Peter Carl Gutwein (* 21. Dezember 1964 in England) ist ein britisch-australischer Politiker der Liberal Party of Australia, der von Januar 2020 bis April 2022 Premierminister von Tasmanien war.

## Leben
Gutwein wurde in England geboren und seine Familie emigrierte 1969 nach Tasmanien. Er wuchs in dem Dorf Nunamara auf. Im Alter von 16 Jahren wurde er australischer Staatsbürger. Er studierte an der Deakin University in Melbourne und am Western Australian Institute of Technology, wo er Australian Football spielte. Danach arbeitete er als Berater im Finanzwesen und als Hotelier. Er ging 1995 in die Politik und trat der Liberal Party bei. 2002 wurde er in das Repräsentantenhauses (Tasmanian House of Assembly) gewählt. Als Will Hodgman die Liberalen bei den Regionalwahlen von Tasmanien 2014 an die Regierung führte, wurde Gutwein zum Schatzmeister von Tasmanien sowie zum Minister für Planung und Kommunalverwaltung ernannt. Bis 2019 amtierte er in weiteren wechselnden Ministerien.
Am 14. Januar 2020 gab Hodgman seine Absicht bekannt, als Parteivorsitzender der Liberalen und Premierminister zurückzutreten. Zusammen mit Michael Ferguson galt Gutwein als Spitzenkandidat für die Wahl zum Premierminister, wurde aber am 20. Januar ohne Gegenkandidaten gewählt, als Ferguson sich aus dem Wahlgang zurückzog. Gutwein wurde noch am selben Nachmittag als 46. Premierminister von Tasmanien vereidigt. Sein Nachfolger wurde sein bisheriger Stellvertreter Jeremy Rockliff.